# Championnat du monde masculin de curling 2023
Navigation
Édition précédente Édition suivante
Le Championnat du monde masculin de curling 2023 se déroule à Ottawa  au Canada  du 1er au 9 avril 2023.
Le format du championnat comporte un tournoi à la ronde de treize équipes. Outre le Canada en tant que pays hôtes, quatre équipes qualifiées sont issus du nouveau championnat pancontinental 2022 qui regroupe désormais les championnats de curling Asie-Pacifique et le championnats d'Amérique ; huit autres équipes sont issus du classement des championnats d'Europe 2022.
Les six meilleures équipes se sont qualifiées pour la phase finale avec les quarts de finales sauf les deux meilleures équipes qui entre directement pour les demi-finales.

## Équipes
| Canada | Tchéquie | Allemagne | Italie | Japon |
| --- | --- | --- | --- | --- |
| St. John's CC Skip: Brad Gushue Third: Mark Nichols Second: E. J. Harnden Lead: Geoff Walker Remplaçant : Ryan Harnden                          | CC Zbraslav & CC Dion Skip: Lukáš Klíma Third: Marek Černovský Second: Radek Boháč Lead: Martin Jurík Remplaçant : Lukáš Klípa             | Baden Hills G&CC & CC Füssen Skip: Sixten Totzek Third: Klaudius Harsch Second: Magnus Sutor Lead: Dominik Greindl Remplaçant : Marc Muskatewitz | Aeronautica Militare Skip: Joël Retornaz Third: Amos Mosaner Second: Sebastiano Arman Lead: Mattia Giovanella    | SC Karuizawa Club Skip: Riku Yanagisawa Third: Tsuyoshi Yamaguchi Second: Takeru Yamamoto Lead: Satoshi Koizumi Remplaçant : Shingo Usui |
| Nouvelle-Zélande | Norvège | Écosse | Corée du Sud | Suède |
| Maniota Curling & Alexandria Curling Rink Skip: Anton Hood Third: Ben Smith Second: Brett Sargon Lead: Hunter Walker Remplaçant : Peter de Boer | Trondheim CK Skip: Magnus Ramsfjell Third: Martin Sesaker Second: Bendik Ramsfjell Lead: Gaute Nepstad Remplaçant : Wilhelm Næss           | Gogar Park CC Skip: Bruce Mouat Third: Grant Hardie Second: Bobby Lammie Lead: Hammy McMillan Jr. Remplaçant : Kyle Waddell                      | Seoul Metropolitan Government Skip: Jeong Byeong-jin Third: Lee Jeong-jae Second: Kim Min-woo Lead: Kim Tae-hwan | Karlstads CK Skip: Niklas Edin Third: Oskar Eriksson Second: Rasmus Wranå Lead: Christoffer Sundgren Remplaçant : Daniel Magnusson       |
| Suisse | Turquie | États-Unis | | |
| CC Genève Fourth: Benoît Schwarz Skip: Yannick Schwaller Second: Sven Michel Lead: Pablo Lachat                                                 | Milli Piyango CA Skip: Uğurcan Karagöz Third: Muhammet Haydar Demirel Second: Muhammed Zeki Uçan Lead: Orhun Yüce Remplaçant : Faruk Kavaz | Duluth CC & Madison CC Skip: John Shuster Third: Chris Plys Second: Matt Hamilton Lead: John Landsteiner Remplaçant : Colin Hufman               | | |

## Premier tour
- A l'issue des 20 sessions, les 6 premiers sont qualifiés pour la phase finale : les 2 premiers directement en demi-finale, les 4 autres en quarts de finale.

| Pays             | Skip              | V  | D  | V-D | PP | PC | Manches gagnées | Manches perdues | Manches blanches | Vols pour | Tirs % | DSC   |
| ---------------- | ----------------- | -- | -- | --- | -- | -- | --------------- | --------------- | ---------------- | --------- | ------ | ----- |
| Suisse           | Yannick Schwaller | 11 | 1  | –   | 94 | 57 | 49              | 43              | 10               | 9         | 87.2%  | 21.08 |
| Écosse           | Bruce Mouat       | 10 | 2  | 1–0 | 93 | 53 | 52              | 37              | 7                | 16        | 84.8%  | 24.24 |
| Norvège          | Magnus Ramsfjell  | 10 | 2  | 0–1 | 83 | 67 | 51              | 40              | 9                | 14        | 84.6%  | 23.98 |
| Canada           | Brad Gushue       | 9  | 3  | 1–0 | 88 | 60 | 47              | 43              | 5                | 6         | 86.3%  | 19.70 |
| Suède            | Niklas Edin       | 9  | 3  | 0–1 | 95 | 54 | 57              | 37              | 4                | 17        | 86.9%  | 17.33 |
| Italie           | Joël Retornaz     | 8  | 4  | –   | 90 | 60 | 50              | 38              | 6                | 19        | 86.3%  | 16.80 |
| Japon            | Riku Yanagisawa   | 5  | 7  | 1–0 | 69 | 76 | 45              | 46              | 4                | 9         | 82.3%  | 45.60 |
| États-Unis       | John Shuster      | 5  | 7  | 0–1 | 94 | 91 | 51              | 48              | 2                | 11        | 81.3%  | 35.18 |
| Allemagne        | Sixten Totzek     | 4  | 8  | –   | 66 | 88 | 45              | 48              | 2                | 8         | 78.3%  | 45.55 |
| Tchéquie         | Lukáš Klíma       | 3  | 9  | –   | 63 | 89 | 42              | 50              | 7                | 8         | 76.8%  | 33.04 |
| Turquie          | Uğurcan Karagöz   | 2  | 10 | –   | 52 | 86 | 36              | 50              | 7                | 6         | 75.7%  | 40.76 |
| Corée du Sud     | Jeong Byeong-jin  | 1  | 11 | 1–0 | 43 | 94 | 33              | 52              | 8                | 5         | 76.1%  | 50.25 |
| Nouvelle-Zélande | Anton Hood        | 1  | 11 | 0–1 | 44 | 99 | 29              | 55              | 9                | 1         | 72.9%  | 51.83 |

## Phase finale

### Tableau
Heure locale : UTC−06:00
|  | Quarts de finale | Quarts de finale |               |                        | Demi-finales  | Demi-finales  |  |  | Finale        | Finale        |
|  | Quarts de finale | Quarts de finale |               |                        | Demi-finales  | Demi-finales  |  |  | Finale        | Finale        |
|  |                  |                  |               |                        |               |               |  |  |               |               |
|  | 8 avril à 14h    | 8 avril à 14h    |               |                        | 8 avril à 19h | 8 avril à 19h |  |  | 9 avril à 16h | 9 avril à 16h |
|  | 8 avril à 14h    | 8 avril à 14h    |               |                        | 8 avril à 19h | 8 avril à 19h |  |  | 9 avril à 16h | 9 avril à 16h |
|  | 8 avril à 14h    | 8 avril à 14h    | Suisse        | 5                      |               |               |  |  | 9 avril à 16h | 9 avril à 16h |
|  | Canada           | 9                | Suisse        | 5                      |               |               |  |  | 9 avril à 16h | 9 avril à 16h |
|  | Canada           | 9                | Canada        | 7                      |               |               |  |  | 9 avril à 16h | 9 avril à 16h |
|  | Suède            | 1                | Canada        | 7                      |               |               |  |  | 9 avril à 16h | 9 avril à 16h |
|  | Suède            | 1                | 8 avril à 19h | 8 avril à 19h          | Canada        | 3             |  |  |               |               |
|  | 8 avril à 14h    |                  | 8 avril à 19h | 8 avril à 19h          | Canada        | 3             |  |  |               |               |
|  |                  | Écosse           | 8 avril à 19h | 8 avril à 19h          | 9             |               |  |  |               |               |
|  | Norvège          | Écosse           | 8 avril à 19h | 8 avril à 19h          | 9             | 4             |  |  |               |               |
|  | Norvège          | Écosse           | 9             |                        |               | 4             |  |  |               |               |
|  | Italie           | Écosse           | 9             | 8                      |               |               |  |  |               |               |
|  | Italie           | Italie           | 8             | 8                      |               |               |  |  |               |               |
|  |                  | Italie           | 8             | Match pour la 3e place |               |               |  |  |               |               |
|  |                  |                  |               |                        |               |               |  |  |               |               |
|  | 9 avril à 11h    |                  |               |                        |               |               |  |  |               |               |
|  |                  |                  |               |                        |               |               |  |  |               |               |
|  | Suisse           | 11               |               |                        |               |               |  |  |               |               |
|  | Suisse           | 11               |               |                        |               |               |  |  |               |               |
|  | Italie           | 3                |               |                        |               |               |  |  |               |               |
|  | Italie           | 3                |               |                        |               |               |  |  |               |               |

### Quarts de finale
| Équipes | 1 | 2 | 3 | 4 | 5 | 6 | 7 | 8 | 9 | 10 | Total |
| ------- | - | - | - | - | - | - | - | - | - | -- | ----- |
| Norvège | 1 | 1 | 0 | 0 | 0 | 0 | 0 | 2 | 0 | X  | 4     |
| Italie  | 0 | 0 | 2 | 2 | 0 | 1 | 1 | 0 | 2 | X  | 8     |

| Équipes | 1 | 2 | 3 | 4 | 5 | 6 | 7 | 8 | 9 | 10 | Total |
| ------- | - | - | - | - | - | - | - | - | - | -- | ----- |
| Canada  | 2 | 0 | 0 | 0 | 1 | 1 | 3 | 2 | X | X  | 9     |
| Suède   | 0 | 1 | 0 | 0 | 0 | 0 | 0 | 0 | X | X  | 1     |

### Demi-finales
| Équipes | 1 | 2 | 3 | 4 | 5 | 6 | 7 | 8 | 9 | 10 | Total |
| ------- | - | - | - | - | - | - | - | - | - | -- | ----- |
| Suisse  | 0 | 1 | 0 | 1 | 0 | 1 | 0 | 2 | 0 | 0  | 5     |
| Canada  | 1 | 0 | 1 | 0 | 1 | 0 | 2 | 0 | 0 | 2  | 7     |

| Équipes | 1 | 2 | 3 | 4 | 5 | 6 | 7 | 8 | 9 | 10 | 11 | Total |
| ------- | - | - | - | - | - | - | - | - | - | -- | -- | ----- |
| Écosse  | 1 | 0 | 1 | 0 | 2 | 0 | 2 | 0 | 2 | 0  | 1  | 9     |
| Italie  | 0 | 2 | 0 | 2 | 0 | 1 | 0 | 1 | 0 | 2  | 0  | 8     |

### Troisième place
| Équipes | 1 | 2 | 3 | 4 | 5 | 6 | 7 | 8 | 9 | 10 | Total |
| ------- | - | - | - | - | - | - | - | - | - | -- | ----- |
| Suisse  | 0 | 2 | 1 | 2 | 3 | 0 | 3 | 0 | X | X  | 11    |
| Italie  | 0 | 0 | 0 | 0 | 0 | 2 | 0 | 1 | X | X  | 3     |

### Finale
| Équipes | 1 | 2 | 3 | 4 | 5 | 6 | 7 | 8 | 9 | 10 | Total |
| ------- | - | - | - | - | - | - | - | - | - | -- | ----- |
| Canada  | 0 | 0 | 0 | 1 | 0 | 2 | 0 | 0 | X | X  | 3     |
| Écosse  | 0 | 2 | 2 | 0 | 2 | 0 | 0 | 3 | X | X  | 9     |